# قريوطة رئيسية
قريوطة رئيسية (الاسم العلمي: Caryota princeps) هو نوع نباتي يتبع جنس القريوطة من فصيلة الفوفلية.